# Long Range Discrimination Radar
Long Range Discrimination Radar (LRDR) — американская радиолокационная станция предупреждения о ракетном нападении большой дальности,которая расположена на авиабазе Clear Air Force на Аляске.

## Общие сведения
LRDR должен вступить на боевое дежурство в 2021 году, строительство началось в 2019 году. В марте 2021 года начался завершающий этап строительства радара, разработчиком и производителем которой является фирма Lockheed Martin. Стоимость LRDR - 784 миллиона долларов США. В конце февраля 2021 года Агентство по противоракетной обороне заявило, что установка радара находится в стадии реализации, а начальная эксплуатационная готовность будет достигнута в 2021 году.
LRDR представляет собой радар раннего предупреждения с твердотельными элементами на основе нитрида галлия, с активной электронной сканирующей решеткой (AESA), который обеспечивает непрерывное покрытие, даже когда он находится в процессе технического обслуживания.
Радар состоит из отдельных твердотельных радарных блоков, которые можно комбинировать для увеличения размера радара. По словам Lockheed Martin, многоцелевое устройство на основе GaN, используемое в прототипе LRDR, принадлежит японской электронной компании Fujitsu.
Главная задача LRDR на Аляске - обнаружение запуска стратегических баллистических ракет с территории России (Сибирь и Дальний Восток), Китая и Северной Кореи.